# Хронологія інформаційного висвітлення боїв за Іловайськ та їх наслідків
У статті наведено хронологію висвітлення розвитку ситуації навколо боїв за Іловайськ.

## Хронологія
24 серпня Дмитро Тимчук повідомив про продовження зачистки Іловайська.
25 серпня у боях під Іловайськом загинуло сім бійців сил антитерористичної операції, 11 поранені.
27 серпня Семен Семенченко повідомив про формування російськими військами другого кола облоги Іловайська.
29 серпня з оточення російськими військовими до бригади Нацгвардії в опорний пункт висунутої на вістрі бригади Нацгвардії у Комсомольському вийшли з оточення перші бійці Іловайського угруповання: 28 чоловік з батальйонів — МВС «Миротворець» — 14, «Херсон» — 3, і «Дніпро-1» — 11, із ними вийшло кілька людей зі складу батальйонів ТРО МО.
Станом на ранок 31 серпня з оточення під Іловайськом вийшли іще 16 добровольців, семеро з них відразу доставлені в лікарні.
31 серпня командир батальйону «Івано-Франківськ» Олександр Поліщук з 17 бійцями вирвалися з оточення під Іловайськом, рушили на Дніпропетровськ, чотирьох поранених вертольотом відправили у госпіталь.
31 серпня в одній із груп бійців з оточення прорвався генерал Руслан Хомчак — пішки — після того, як підбили його машину, і зі зброєю в руках.
31 серпня увечері в запорізький морг були доставлені 50 загиблих під Іловайськом; 2 автобуси з тілами бійців Нацгвардії, котрі також загинули в «котлі», дісталися в запорізький морг вечором понеділка.
31 серпня з оточення вийшло 69 вояків батальйону «Донбас» — у тому числі і 4 дівчини-військові, іще 11 бійців батальйону «Світязь» та 4 — з батальйону «Дніпро-1».
1 вересня командир 4-ї роти батальйону «Дніпро» Володимир Парасюк повернувся з полону під Іловайськом, поранений і тому невпізнаний.
1 вересня заступник голови Дніпропетровської ОДА Борис Філатов після спілкування з комбатами добровольчих батальйонів, які вийшли з «Іловайського котла» написав на своїй сторінці у Facebook, що втрати складають до 100 осіб.
Ближче до полудня з'явилася інформація, що з оточення вийшов заступник командира батальйону «Донбас» «Філін» з групою бійців; дещо пізніше змогли винести іще 10 поранених бійців. Того ж дня РНБО було змушене визнати, що під Іловайськом до російського полону потрапило не менше 200 українських вояків.
2 вересня Борис Філатов повідомив, що під час оточення і виходу з оточення в Іловайську загинуло до 100 українських військових.
Вранці 2 вересня Семен Семенченко повідомив, що з оточення вийшло ще 11 українських вояків, ближче до вечора ще 4.
2-3 вересня до моргу судово-медичної експертизи міста Запоріжжя доставлено 87 тіл бійців, загиблих під Іловайськом. Більшість із загиблих — з добровольчих батальйонів.
Станом на ранок 4 вересня з оточення вийшли ще четверо українських військовослужбовців — повідомив командир 40-го батальйону територіальної оборони «Кривбас» Микола Колесник.
5 вересня Володимир Парасюк заявив, що офіційні дані про кількість загиблих бійців АТО не відповідають дійсності: «Лише в Іловайську загинули близько 300 українських бійців».
7 вересня, як повідомляється, з котла вийшли ще 32 вояки.
10 вересня генеральний прокурор України Віталій Ярема повідомив, що в боях поблизу Іловайська загинуло щонайменше 200 українських бійців.
14 вересня Міністр оборони України Валерій Гелетей заявив, що в боях під Іловайськом загинуло щонайменше 107 українських військовослужбовців (мова тільки про ЗСУ) і більше 300 — російських. Тоді ж повідомив, що виведено останню групу українських бійців з-під Іловайська та наголосив, що цього вдалося досягти завдяки дотриманню радіотиші.
21 вересня Президент України зазначив, що причиною трагедії було запізнення на три дні «ударного угрупування».
25 вересня радник глави Міноборони Олександр Данилюк заявив, що близько тисячі російських військових загинули в боях під Іловайськом: «Я спілкувався з добровольцем міліцейського підрозділу „Миротворець“ Миколою Луньком, який був у російському полоні в госпіталі в Ростові. Він розповідав, що росіяни оцінюють свої втрати в тисячу військових тільки під Іловайськом, і кілька тисяч залишилися інвалідами. За його словами, кожні півгодини російські медичні літаки вивозили російських поранених з госпіталю, тому що в Ростовському госпіталі вже не було можливості надати їм допомогу».
26 вересня на прес-конференції в Дніпропетровську Семен Семенченко повідомляє, що загальні (поворотні та безповоротні) втрати українських військових під Іловайськом склали над 1000 осіб, з батальйону «Донбас» загинуло 45 бійців, 128 — поранені, 15 вважаються зниклими безвісти.
30 вересня з'являється інформація, що один з обміняних 28-го українських солдатів — назвався Олексієм Кошеленком — розповів, що 25 серпня був полонений в Іловайську бійцями Костромського десантно-штурмового батальйону — про це вони самі йому й сказали. Другий звільнений — солдат Андрій Крупа, також потрапив у полон до російських десантників 25 серпня — біля селища Дзеркальне.
1 жовтня радник міністра оборони України Ганна Коваленко в ефірі телеканалу «112 Україна» повідомила, що інформація про кількість загиблих засекречена, щоб уникнути маніпуляцій. «Щодо загиблих, то у нас інформація про всіх загиблих в зоні АТО далеко під грифом „таємно“. І справа тут не тільки в Іловайську, це стратегічна і тактична річ, яку мають тримати в таємниці, щоб цим не маніпулювати…», — сказала вона.
3 жовтня під час робочої поїздки у Львівську область, Президент України Петро Порошенко закликав не вірити інформації про загибель тисячі українських військових під Іловайськом Донецької області, назвавши поширення такої інформацією брехнею Федеральної служби безпеки Росії. «Оцю брехню ФСБ про тисячу загиблих під Іловайськом відправте в Кремль і не паскудьте нашу армію», — зазначив Президент. Він також зазначив, що є 400 невпізнаних тіл, однак, за його інформацією, переважна більшість цих тіл — військовослужбовці Росії і сепаратисти.
6 жовтня військовий лікар Всеволод Стеблюк, котрий брав участь в боях під Іловайськом, розповів, що близько 90 поранених українських бійців вдалося вивезти з «Іловайського котла» завдяки сприянню невідомого російського офіцера: «У нас була угода, що я забираю всіх поранених, яких зможу знайти.  У першу ніч було 17 осіб зібраних». Поранених українських військових росіяни забрали у своє розташування. Наступного дня офіцер дозволив Стеблюку поїхати в найближчий населений пункт — там були іще десятки поранених українських бійців. Стеблюк оповів, що його і побратимів, які вижили, спочатку планували розстріляти. Однак російський офіцер особистим авторитетом домігся, щоби їх залишили в живих: «Цей комбат сказав: „Док, якщо ти вижив у тому, що сталося, тебе Бог в лоб поцілував. Не моє право тебе розстрілювати“».
23 лютого 2015 року Цензор.Нет опублікував статтю, де зазначається, що у результаті оточення під Іловайськом 17-а танкова, 51-а і 93-а механізовані бригади втратили 10 танків, 36 БМП, 1 САУ. Також в секторі «Д» і в результаті наступу російських військ під Іловайськом було втрачено 19 буксирувальних гаубиць «Мста-Б» і Д-20. Тут не враховуються втрати українських військ поза кільцем оточення.
До другої річниці боїв Віктор Муженко озвучив хронологію подій за викладом ГШ.